# پریدل

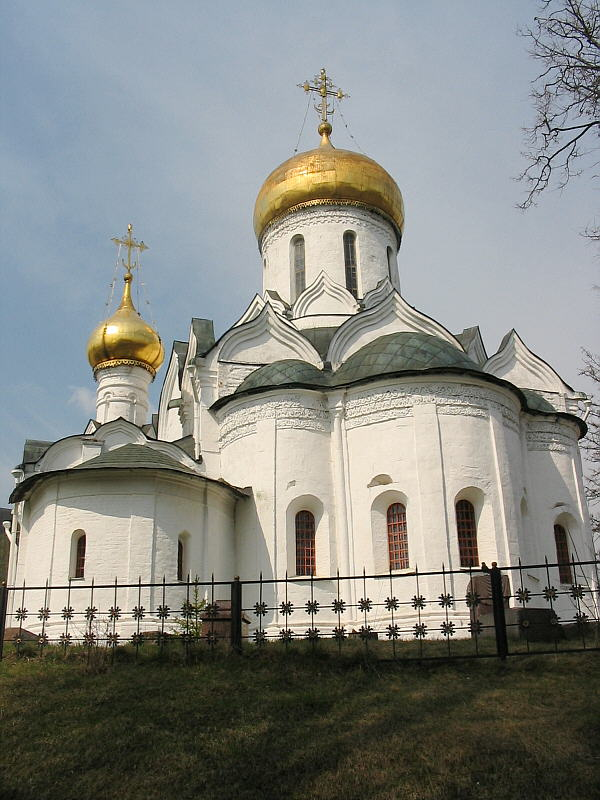
کلیسای کوچک الحاقی به نام سنت ساووا که در پهلوی کلیسای جامع استروژفسکی قرار دارد.

پریدل یا نمازخانه جانبی بخشی الحاقی به یک معبد است که بخش ویژه ای از ساختمان اصلی (معمولاً در ضلع جنوبی و/یا شمالی) را برای قرار دادن یک محراب اضافی با یک تخت برای عبادت فراهم آورد.
این کلیساهای الحاقی می‌توانند اشکال مختلفی داشته باشند و در فضای معبد به‌طور متفاوتی طراحی شوند و ساختار آن گاه پیچیده یا به صورت مجموعه‌ای کامل بدل شود.
پریدل، پرکلزیا یا نمازخانه‌ها به ویژه برای نصب محراب (های) اضافی در معبد ساخته می‌شدند تا بتوانند بیش از یک مراسم عبادت را در یک کلیسای واحد، در یک روز برگزار کنند؛ زیرا در کلیسای ارتدکس چنین عملی مرسوم است.